# Tisir al-Antaif
Tisir Al-Antaif est un footballeur saoudien né le 16 février 1974 à Dammam.

## Carrière
- 1993-2000 : Al Ittifaq Dammam  Arabie saoudite
- 2000-2005 : Al Ahly Djeddah  Arabie saoudite
- 2004-2005 : Al Khaleej Saihat  Arabie saoudite
- 2005-???? : Al Ittihad Djeddah  Arabie saoudite

## Sélections
- Sélectionné avec l'équipe d'Arabie saoudite depuis 1994.